# Srčani zvukovi
Srčani zvukovi naziv za zvukove koji nastaju kao posljedica kontrakcije srca i protoka krvi kroz srčane strukture, točnije vrtloženja (turbulencija) koje nastaju tijekom protoka. Zvukovi koji nastaju su srčani tonovi i srčani šumovi.
Normalni srčani tonovi, prvi srčani ton (S1) i drugi srčani ton (S2), nastaju zbog naglog zaustavljanja protoka krvi zbog zatvaranja srčanih zaslitaka, dok dodatni srčani tonovi (treći srčani ton S3; četvrti srčani ton S4; sistolički dodatni tonovi) su najčešće čujni u patološkim stanjima.
Srčani šumovi su vibracije nastale kao posljedica vrtložnog protoka krvi kroz patološki promijenjene srčane strukture ili kao posljedica promjene (povećanog ili smanjenog) protoka kroz normalne strukture. Srčani šum se na temelju svojih svojstava povezuje s određenim patološkim stanjem. Srčani šum ne nastaje uvijek kao posljedica bolesti srce, već može biti uzrokovan poremećajim ostalih sustava. 
Srčani šumovi se razlikuju prema svojoj glasnoći, obliku glasnoće (povećanje, smanjenje, nepromijenjena glasnoća), frekvenciji, trajanju (odnosu prema sistoli i dijastoli srca), smjeru širenja, utjecaju disanja, utjecaju položaja tijela i mjestu najbolje čujnosti šuma.
Osluškivanjem (auskultacijom) srca stetoskopom moguće je ne temelju promjena srčanih tonova, te pojavi dodatnih tonova i srčanih šumova odrediti brojna patološka stanja (npr. bolesti srčanih zalistaka). 
Auskultacija srca izvodi se obično na određenim točkama prednje stijenke prsnog koša gdje su srčani tonovi i šumovi najizraženiji:
- mitralno polje
- trikuspidno polje
- pulmonalno polje
- aortno polje
- Erbova točka
- kod slušanja šumova zbog određivanja smjera širenja šuma auskultira se i lijeva pazušna jama (aksila), te desna karotidna arterija

## Vanjske poveznice
- (hrv.) Vodič kroz auskultaciju srca  Arhivirana inačica izvorne stranice od 26. kolovoza 2013. (Wayback Machine)